# Xixirín
Xixirín es un aldea española, actualmente despoblada, que forma parte de la parroquia de Dodro, del municipio de Arzúa, en la provincia de La Coruña.

## Demografía
| Gráfica de evolución demográfica de Xixirín entre 2000 y 2018 |
|                                                               |
| Datos según el nomenclátor publicado por el INE.              |